# Флаг Омска
Флаг муниципального образования городской округ город Омск Омской области Российской Федерации является опознавательно-правовым знаком, составленным и употребляемым в соответствии с российскими и международными вексиллологическими (флаговедческими) правилами, служащим символом муниципального образования город Омск, единства его территории и населения.
Ныне действующий флаг утверждён 16 апреля 2014 года решением Омского городского совета № 222 и внесён в Государственный геральдический регистр Российской Федерации с присвоением регистрационного номера 9363.
Со дня вступления в силу вышеуказанного решения и до 1 января 2016 года, наряду с утверждённым флагом, может использоваться и флаг установленный решением Омского городского совета от 20 марта 2002 года № 481.

## Описание
«Флаг города Омска представляет собой прямоугольное белое полотнище с отношением ширины к длине 2:3, состоящее из трёх горизонтальных полос: белого, красного и белого цветов, белые полосы равновеликие, красная шириной 1/4 ширины полотнища; красная полоса вверху семикратно выщерблена треугольными щербинами, а внизу имеет семь соответствующих щербинам треугольных выступов. Глубина щербин и высота выступов составляют по 1/12 ширины полотнища».

## История
Первый флаг города Омска был утверждён 20 марта 2002 года решением Омского городского совета № 481
Официальное описание флага гласило: «Флаг представляет собой прямоугольное полотнище белого цвета с односторонним изображением в его центре Герба. Отношения ширины Флага к его длине равно 2:3. Габаритная ширина изображения Герба на Флаге должна составлять 2/5 части длины полотнища Флага».
В приложении № 3 к решению Омского городского Совета от 20 марта 2002 года № 481 приведено эталонное изображение флага с указанием габаритной ширины герба равной 1/4 длины полотнища.
В 1990-х годах, до официального принятия флага, использовался неофициальный вариант, отличавшийся от текущего наличием написанного заглавными зелёными буквами слова «Омск» прямо под изображением герба города.